# Партез
Партез (арм. Պարտեզ) — райский сад в древнеармянской мифологии, посреди которого росло мировое древо жизни — Кенац цар, являющееся центром мира и символом абсолютной реальности.
Партез является в мифологии обиталищем богов, местом, откуда начиналось земное творение, чистой и священной землёй. Растения в партезе красивы, а их плоды съедобны.